# Mi marido tiene familia
Mi marido tiene familia – meksykańska telenowela z 2017 roku. Wyprodukowana przez Juan Osorio dla Televisy i emitowana na kanale Las Estrellas.

## Obsada
| Aktor             | Rola                                   |
| ----------------- | -------------------------------------- |
| Zuria Vega        | Julieta Aguilar Rivera                 |
| Daniel Arenas     | Robert Cooper / Juan Pablo Córcega     |
| Diana Bracho      | Blanca Gómez de Córcega                |
| Silvia Pinal      | Imelda Sierra de Córcega               |
| Arath de la Torre | Francisco „Pancho” López (drugi sezon) |
| Susana González   | Susana Córcega (drugi sezon)           |
| Carmen Salinas    | Crisanta Díaz de Córcega (drugi sezon) |
| Gabriel Soto      | Ernesto „Neto” Rey (drugi sezon)       |